# RQ-6 Outrider
 RQ-6 Outrider — американский разведывательный БПЛА, разработанный на основе конструкции БПЛА «Hellfox».

## Описание
Шасси дрона не убирающиеся, предусмотрена парашютная система для посадки в аварийном режиме. Крылья расположены тандемно соединены за концовками. 
Аппаратура двухсторонней связи обеспечивает передачу по радиоканалу команд управления и данных с датчиков установленных на БПЛА; при потере канала связи беспилотный аппарат автоматически возвращается на базу.
По результатам сравнительных испытаний RQ-6 и RQ-7A, которые провела Армия США, было установлено, что RQ-7A превосходит RQ-6 по требованиям к программе TUAV, что привело к прекращению работ по аппарату RQ-6 в конце 1999 г.

## ЛТХ
- Размах крыла, м — 3,96
- Длина, м — 3,20
- Высота, м — 1,55
- Масса, кг
- пустого — 185
- взлетная — 230
- Тип двигателя — 1 ПД UEL AR-801R
- Тяга, кгс — 1 х 42
- Максимальная скорость, км/ч — 203
- Крейсерская скорость, км/ч — 167
- Практическая дальность, км — 200
- Продолжительность полета, ч — 7
- Практический потолок, м — 4570